# Гастон VII (виконт Беарна)
Гастон VII де Монкада (фр. Gaston VII de Montcada, кат. Gastó VII de Montcada; 1225 — 26 апреля 1290) — виконт Беарна, Габардана и Брюлуа, сеньор Монкада и барон Кастельви-де-Росанес с 1229, виконт Марсана в 1251—1270/1273, сын виконта Гильома II и Гарсенды Прованской. Первоначально он управлял под регентством матери. Гастон был храбрым и воинственным правителем, одним из самых могущественных феодалов в Гаскони, владевший также землями в Каталонии и Арагоне. Будучи по ряду земель вассалом королей Англии, считавшихся сюзеренами Гаскони, Гастон не раз воевал против них. Поскольку он оставил только дочерей, то из-за его наследства начался спор, который перерос в настоящую войну, продолжавшуюся практически весь XIV век.

## Биография

### Молодые годы
Гастон родился в 1225 году. А в 1229 году во время завоевания королём Арагона Хайме I Мальорки погиб его отец, виконт Гильом II. Гастон тогда был ещё мал. Поэтому регентом при нём стала мать, Гарсенда. При этом король выделил Гастону несколько фьефов в качестве платы за вклад его отца в завоевание Мальорки.
Правление Гарсенды продолжалось до 1240-х годов. Об этом периоде известно немного. Чтобы получить поддержку, она передала сеньорию Гаро Арно Гильому де Марсану, виконту Лувиньи, который из-за этой сеньории вступил конфликт с аббатом Ла-Реоля. В 1233 году молодой виконт Гастон поддержал аббата и отобрал Гаро у виконта Лувиньи, что чуть не привело к вооружённому конфликту, поскольку Арно Гильом расценил конфискацию как враждебное действие и начал готовиться к войне. Только при посредничестве соседей конфликт удалось уладить.
В 1234 году был возобновлён союз Беарна (который за 10 лет до этого заключил виконт Гильом II, отец Гастона) с Тибо IV Шампанским, ставшим королём Наварры. Один испанский историк утверждает, что Гастон в 1238 году сопровождал Тибо в Крестовом походе, однако никакие документы об этом не сообщают.
В 1242 году в Бордо находился двор короля Англии Генриха III. Гарсенда решила этим воспользоваться и в сопровождении Гастона прибыла к королевскому двору, где они выразили почтение Генриху III. Гастон получил от короля дары, которые он использовал для строительства замка в Ортезе.
До этого столицей виконтов Беарна был замок Морла. Для развлечений беарнского двора использовались замки По, Кадайон и Эскюр. Теперь же Гастон решил укрепить границы своего княжества с владениями англичан. Ортез располагался на красивом обширном и богатом плато. В качестве образца для строительства замка Ортез был выбран родовой замок Монкада. Позже хронист Жан Фруассар, видевший замок во всей его красе, не скрывал своего восхищения. С момента постройки замка Ортез он стал основным местопребыванием виконтов Беарна вплоть до 1460 года, когда Гастон IX де Фуа перенёс столицу в По.
В 1247 году Гастон выступал посредником при заключении мира между Арно III Одоном, виконтом де Ломань, с одной стороны, и архиепископом Оша и коммуной города Ош - с другой.

### Борьба против Генриха III Английского
В 1248 году в Гаскони вспыхнуло восстание против англичан. Во главе его встал Гастон. Несмотря на подарки, которые ему несколько лет назад сделал король, он оказался среди недовольных, обвиняя Генриха III в «разрушении, разграблении и угнетении» Гаскони. Гастон атаковал Дакс, виконт де Тартас захватил Шато Дусар, построенный когда-то Ричардом Львиное Сердце. Посланный в феврале 1248 года королём Ричард де Грей, наделённый широкими полномочиями, успеха не добился. Тогда король назначил наместником Гаскони мужа своей сестры — Симона де Монфора, 6-го графа Лестера. Прибыв осенью 1248 года в Бордо, первоначально он мало чего добился. Хотя жители Дакса жаловались на Гастона Беарнского, Симон первое время предпочитал его не трогать. Однако вскоре действия Гастона заставили Симона приступить к более решительным действиям.
В 1250 году Гастон возобновил грабежи. Симону удалось захватить его, отправив в Англию к королю Генриху III, однако тот простил виконта Беарна, после чего Гастон вернулся в свои владения.
В 1252 году разгорелось новое восстание, во главе которого оказались Гастон Беарнский и виконты Фронзака и Кастильона. Восстание было организовано королём Кастилии Альфонсо X, который предъявил права на Гасконь. Армия Гастона захватила несколько замков, включая Ла Реоль и Сент-Эмильон. Однако особой поддержки от Альфонсо гасконцы так и не дождались. В итоге Генриху пришлось вернуть Ла Реоль. Попытка Гастона захватить Байону успехом не увенчалась. А в 1254 Генрих III заключил мир с королём Кастилии, женив своего сына и наследника Эдуарда на Элеоноре, сестре Альфонсо. В качестве приданого Альфонсо передал свои права на Гасконь принцу Эдуарду, ставшему герцогом Гаскони. На бракосочетании, состоявшемся в Бургосе 18 октября 1254 года, присутствовал и Гастон Беарнский, получивший золотые шпоры. Согласно мирному договору он был обязан отдать замок Сол принцу Эдуарду Английскому.

### Борьба за Бигоррское наследство
Около 1240 года Гастон женился на Мате, дочери Петронеллы де Комменж, графини Бигорра и виконтессы Марсана. Петронелла была замужем 5 раз. Мата была её дочерью от пятого брака с Бозоном де Мата, сеньором де Коньяк. После смерти Бозона в 1247 году Петронелла удалилась в монастырь л’Эскаль-Дьё, завещав владения своим дочерям. Старшая, Алиса де Монфор, вместе со старшим сыном, Эскивой IV де Шабаном, должна была получить Бигорр. Чтобы обеспечить наследование Бигорра Эскивой, Петронелла передала Бигорр под управление Симону де Монфору, оставив себе только небольшое содержание. Другая дочь, Мата, жена Гастона, должна была получить виконтство Марсан и сеньорию Нотр-Дам дель Пилар в Сарагосе. 
В 1250 году Петронелла завещала Мате и Гастону также права на долю в графстве Комменж. Гастон мгновенно решил их реализовать и напал на Комменж. Граф Бернар VI де Комменж оказался не готов к войне и обратился за помощью к графу Альфонсу де Пуатье, брату короля Франции Людовика IX. При его помощи стороны нашли компромисс. А потом подключился и король Франции, после чего был заключён мир. Однако его условия Гастона и Мату не удовлетворили.
После смерти Петронеллы разгорелась борьба за её наследство. Гастон заявил, что брак Петронеллы с Ги II де Монфором, отцом Алисы, незаконный, поскольку был заключён при жизни её второго мужа. На этом основании он попробовал захватить Бигорр, но не смог выделить достаточно войск, так как оказался занят в новом восстании против англичан.
Однако Эскива попытался сохранить в своих руках и Марсан, в результате чего Гастон, после того как примирился с королём Англии, в 1256 году возобновил военные действия, захватив Кастельно-де-Ривьер-Басс. 
Несмотря на то что права Эскивы на Беарн поддержал Генрих III Английский, Гастон продолжал разорять Бигорр, перетянув на свою сторону часть бигоррской знати. В то же время Гастон пригласил арагонского инфанта Альфонсо, сына Хайме I. Однако Альфонсо предложил сторонам обратиться к посредничеству графа Роже IV де Фуа. Его кандидатура в качестве арбитра устроила обе стороны, поскольку дочь Гастона была помолвлена со старшим сыном Роже, а Эскива был помолвлен с дочерью Роже. В результате в Ортезе было подписано соглашение, согласно которому Марсан остаётся под управлением Гастона, который, в свою очередь, отказывается от прав на Бигорр. Кроме того, граф Роже сохранил за собой право разобрать претензии на Коменжское наследство, если какая-либо сторона изъявит желание решить с этим вопросом.
В 1258 году Эскива захватил Кузеран, что привело к войне с графом Бернаром VI де Комменж. Чтобы уладить конфликт, Симон де Монфор попросил Эскиву передать Бигорр под его управление, на что тот ответил согласием. Однако после заключения мира Симон отказался отдать графство, захватив замки Лурд и Мовзен. Только после восстания Симона в 1259 году против короля Генриха III Английского Эскива с помощью Гастона Беарнского смог отвоевать Бигорр обратно.

### Браки наследницы и второй брак Гастона
Поскольку у Гастона не было сыновей, а только дочери, на руку старшей наследницы, Констанции, было много претендентов. В 1260 году Гастон выдал её замуж за арагонского инфанта Альфонсо, старшего сына и наследника короля Хайме I. Однако тот умер вскоре после свадьбы. Позже появился проект брака Констанции с Генрихом Алеманским, сыном римского короля Ричарда Корнуэльского и племянником короля Англии Генриха III. Однако Гастон опасался, что в результате попадёт под зависимость от короля Англии. В 1266 году он помолвил Констанцию с кастильским инфантом Мануэлем, братом короля Альфонсо X, однако брак не состоялся — из-за близкого родства необходимо было согласие папы, который его дать отказался, поскольку поддерживал Ричарда Корнуэльского. В результате Гастон был вынужден согласиться на английский вариант.
Брачный контракт был составлен 10 февраля 1267 в Лондоне. Согласно ему Констанция в качестве приданого получала Габардан, Брюлуа и Марсан. Брак был заключён в мае 1269 года в Виндзорском замке, Гастон лично сопровождал дочь в Англию. Однако брак оказался бездетным. В 1270 году Генрих отказался от супруги, а в 1271 году он был убит.
Между 1270 и 1273 году умерла Мата, жена Гастона. По её завещанию Марсан и права на Бигорр унаследовала старшая дочь Констанция. В 1273 году Гастон женился вторично на Беатрисе Савойской, вдове дофина Вьеннского Гига VII. Однако этот брак остался бездетным.

### Конфликт с Эдуардом I Английским
В 1274 году из Крестового похода вернулся сын умершего Генриха III Английского, Эдуард I. Вскоре после этого Гастон в очередной раз восстал. Точная причина восстания неизвестна. Возможно, Гастон был недоволен тем, что король не возместил ему потерю замка Коньяк, права на которые имела покойная жена виконта. После того, как Гастон начал военные действия, сенешаль Гаскони вызвал его на суд в Сен-Север. Гастон отказался явиться и оказал вооружённое сопротивление. В результате Эдуард, который прибыл во Францию принести оммаж королю Франции за свои французские владения, отправился в Гасконь. Он направил в Ортез своего личного представителя, однако жители города захватили его. Позже Эдуарду удалось встретился с Гастоном. Поскольку объяснения последнего не удовлетворили короля, он велел его арестовать и содержал под стражей до тех пор, пока тот не поклялся в присутствии двух прелатов исполнить решение суда и не пообещал передать королю замок Ортез.
Однако когда от Гастона потребовали новую клятву, он и не подумал сдержать обещание и смог бежать, укрывшись в Ортезе. Когда король Эдуард вновь созвал суд в Сен-Севере, Гастон отказался туда явиться, заявив, что его арестовали незаконно и что он уже отправил апелляцию королю Франции Филиппу III. После этого Эдуард вторгся во владения виконта и осадил его в замке, название которого неизвестно. Не имея возможности противостоять королю Англии, Гастон вновь обратился к королю Франции. Согласившись на перенос суда во Францию, Эдуард снял осаду.
Позже с Гастоном встретился папский нунций, которому удалось убедить виконта дать покаянное письмо, однако Эдуарда это не удовлетворило. По его приказу были захвачены замки Рокфор в Марсане, Капсью и Юргон. Действия Гастона были рассмотрены на заседании парламента в 1275 году. Гастон потребовал судебного поединка лично с Эдуардом. Но при посредничестве короля Франции Филиппа удалось достичь компромисса. Условия соглашения неизвестны, но они удовлетворили обе стороны. Английский хронист Томас Уолсингем сообщает, что Гастону было предписано безоговорочно подчиниться королю Англии, после чего он с верёвкой на шее отправился в Англию, где бросился к ногам Эдуарда, моля о пощаде. Король согласился сохранить жизнь Гастону, но несколько лет продержал его в заключении, после чего тот сохранял верность королю. Однако достоверность этого рассказа неизвестна. Точно известно, что Гастону были возвращены все захваченные Эдуардом замки. В благодарность за посредничество Гастон передал архиепископу Оша Аманье замок Мансье.

### Последующие годы
В 1276 году Гастон вместе с зятем, графом Роже Бернаром III де Фуа, участвовал в походе французской армии под командованием Роберта II д’Артуа в Наварру, где после смерти короля Генриха I Толстого началось восстание против регента, Бланки д’Артуа. 6 сентября армия осадила Памплону, а через несколько дней Гастон и Роже Бернар взяли город штурмом и его разграбили.
В 1279 году король Эдуард назначил Гастона арбитром в споре короля с виконтом Тартаса Пьером и виконтессой Дакса Наваррой. Гастон приговорил виконта Пьера к денежному штрафу в пользу Эдуарда, но при этом ему прощались старые долги и возвращались владения, которых он лишился из-за спора.

### Новый спор за Бигорр
В 1282 году умер граф Бигорра Эскива. Детей он не оставил, его брат умер бездетным ещё раньше. По завещанию Бигорр должен был достаться его сестре Лоре, жене виконта Раймунда V де Тюренн. Однако на Бигорр снова предъявил претензии Гастон. Вместе с дочерью Констанцией он отправился в Тарб, где созвал знать и объявил о том, что законной наследницей графства является Констанция, как дочь Маты и внучка графини Петронеллы. В результате собрание знати признало графиней Констанцию, отменив часть пунктов завещания Эскивы, но признав права Лоры на виконтство Кузеран и сеньории Шабанне и Конфолан. 1 сентября 1283 года бароны графства принесли оммаж Констанции, признав её графиней.
Не имея возможности удержать Бигорр своими силами, Лора обратилась к сенешалю Гаскони Жану I де Грайи, потребовав, чтобы король Англии взял графство под своё управление до вынесения решение по нему. Сенешаль не рискнул выносить решение самостоятельно и сообщил обо всём Эдуарду. Желая лично отстаивать свои права, Констанция отправилась в Англию, где король сослался на то, что в своё время епископ Пюи передал королю Генриху III свои права на Бигорр, поэтому графство принадлежит королю. Констанция была вынуждена согласиться с этим решением, после чего король приказал Жану де Грайи занять Бигорр от его имени. Гастон, который прибыл в Тарб раньше сенешаля, снова собрал знать, объявив о том, что они теперь должны повиноваться королю Англии. Но при этом подтвердил и права дочери.
В дальнейшем спор привёл к конфискации Бигорра королём Франции, однако это произошло уже после смерти Гастона.

### Последние годы и смерть
В 1288 году Гастон по призыву Эдуарда I был готов выступить в качестве одного из заложников вместо короля Неаполя Карла II Анжуйского, удерживаемого в плену королём Арагона Альфонсо III. 21 апреля 1289 года король передал Гастону замок Кастийон в Викбиле, захваченный ранее, а 11 июня того же года — замок Ладо в Гаскони.
В 1289 году Гастон присоединился к королю Арагона, приняв участие в победоносном походе в Кастилию. После этого он вернулся в Беарн, в замок Совтерр, где заболел и умер 26 апреля 1290 года. Его тело было похоронено в Олороне — в церкви Братьев миноритов.
Согласно завещанию Гастона владения были разделены между четырьмя дочерьми, однако споры между его наследниками переросли в настоящую войну, продолжавшуюся практически весь XIV век.

## Брак и дети
1-я жена: с ок. 1240 Мата (Амата) де Мата (после 1228 — 6 февраля 1270/апрель 1273), виконтесса Марсана с 1251, дочь Бозона де Мата, сеньора де Коньяк, и Петронеллы де Комменж, графини Бигорра и виконтессы Марсана. Дети:
- Констанция де Монкада (ок. 1245/1250 — 26 апреля 1310), виконтесса Марсана с 1270/1273; 1-й муж: с 23 марта 1260 Альфонсо Арагонский (до февраля 1228 — 26 марта 1260), инфант Арагона; 2-й муж: с 5 или 15 мая 1269 (развод 1270) Генрих Алеманский (2/12 ноября 1235 — 13 марта 1271), английский принц; 3-й муж: с июня/августа 1279 Эмон II (ум. 18 ноября 1280), граф Женевы
- Маргарита де Монкада (ок. 1245/1250 — 1319), виконтесса Беарна с 1290, виконтесса Марсана с 1310, виконтесса Габардана, дама де Мокада и баронесса Кастельви-де-Росанес с 1310; муж: с 14 октября 1252 Роже Бернар III (ок. 1240 — 1302), граф де Фуа с 1265, виконт де Кастельбон и де Сердань с 1260, сеньор Андорры 1260—1278, князь-соправитель Андорры с 1278
- Мата де Монкада (ок. 1245/1255 — ок. 1320), виконтесса Габардана и Брюлуа с 1290; муж: с 1260 Жеро VI (ум. 1280), виконт де Фезансаге с 1245, граф д’Арманьяк и Фезансак с 1256
- Гильема де Монкада (ок. 1245/1255 — 1309), дама де Монкада, баронесса Кастельви-де-Росанес с 1290; муж: с 28 августа 1291 Педро Арагонский (ок. 1275 — 30 августа 1296)

Также аббат Монлезён упоминает, что у Гастона и Маты был сын, умерший в младенчестве.
2-я жена: с 1273 Беатриса Савойская (ок. 1237 — 21 апреля 1310), дочь графа Савойи Пьера II и Агнессы, дамы де Фасиньи, вдова дофина Вьеннского Гига VII. Детей от этого брака не было.